# Siena (culoare)
Siena, sau terra di Siena (în română pământ de Siena),  este un pământ feruginos folosit ca pigment brun-gălbui (siena naturală) sau, după ardere într-un cuptor, ca brun-roșcat (siena arsă). Pământul de Siena natural conține oxid de fier și și oxid de mangan și este ușor mai închis decât ocru-galben. Siena alături de ocru și umbrin a fost unul dintre primii pigmenți folosiți de oameni încă din Renaștere, și a fost unul dintre pigmenții bruni cel mai des folosiți de artiști. Termenul de Siena provine de la orașul-stat Siena din Italia. 

## Note

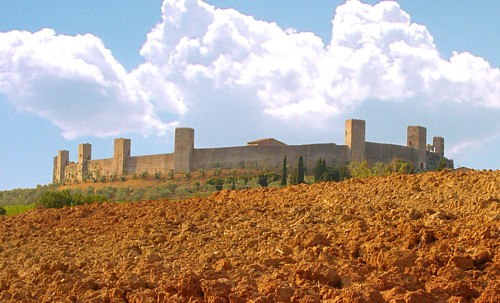
Solul argilos din Toscana (lângă Monteriggioni) este bogat în limonit, sau oxid de fier hidratat, care este ingredientul principal al pigmentului siena.
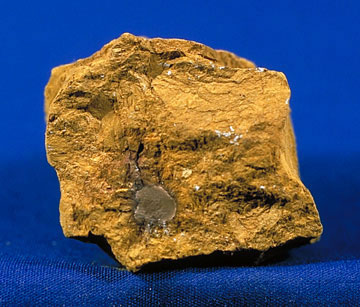
Limonitul este o argilă care conține oxid de fier, care dă culoarea pigmentului siena.
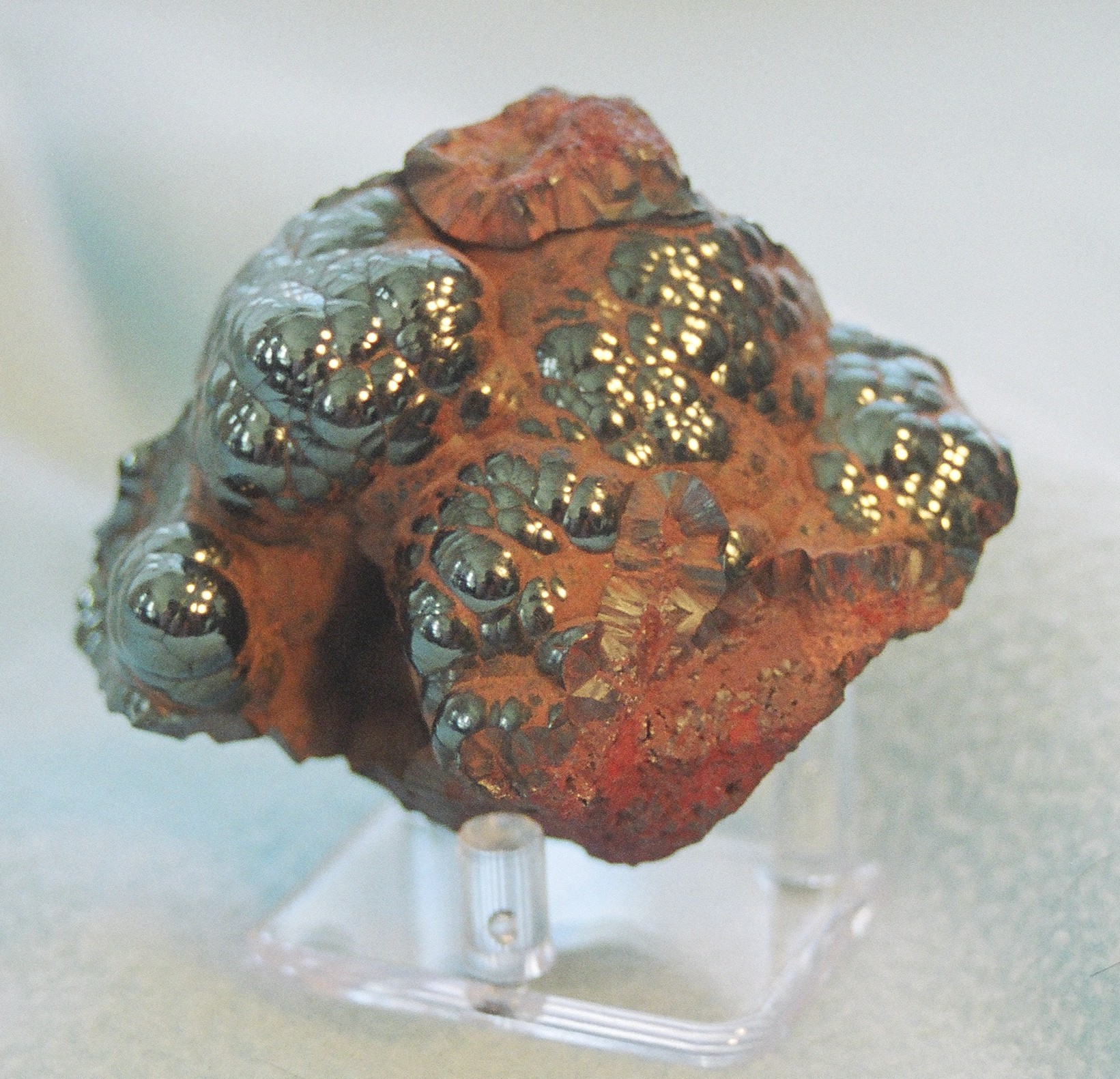
Când limonitul este ars, el se transformă parțial în hematită și devine mai roșiatic.
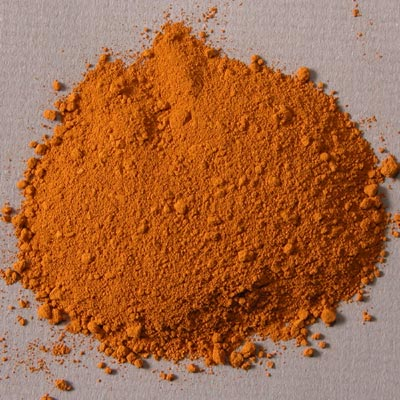
Siena arsă.